# Pekings stadsmur

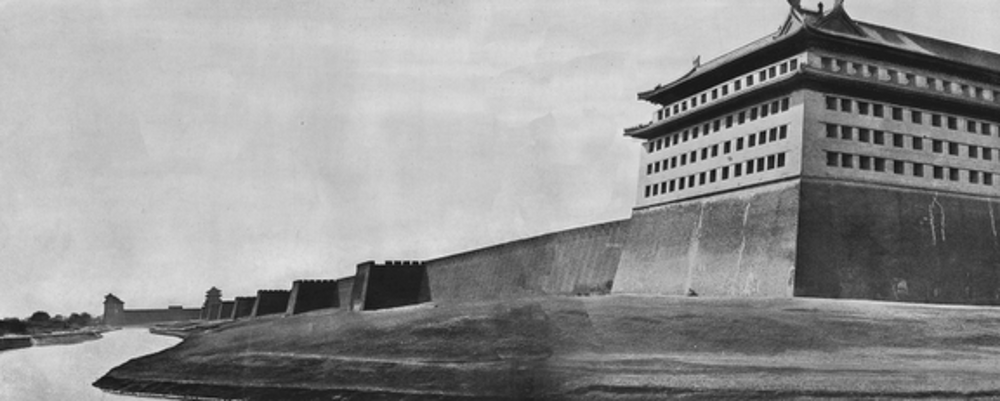
Andingmen, 1860.

Pekings stadsmur (北京城; Běijīngchéng) har uppförts i ett flertal utföranden genom historien. I dag är muren till dominerande delar helt riven. Den sista generationen stadsmur i Peking uppfördes under Mingdynastin från 1419 till 1553. Stadsmuren revs till stora delar 1969 under uppförandet av Pekings tunnelbana och Andra ringvägen. I dag finns fyra portar och ungefär två kilometer av stadsmuren bevarad.

## Historia

### Pekings stadsmurar före Liaodynastin
Sannolikt var det staden Ji (som grundades före år 1000 f.Kr.) som var den första stadsbebyggelsen vid platsen för dagens Peking. Ji hade sitt centrum i sydöstra delen av dagens Peking i området söder om Guang'anmen där det har gjorts många arkeologiska fynd av bebyggelse från Östra Zhoudynastin (770–256 f.Kr.). Ji var en av fem huvudstäder i staten Yan. Hittills har arkeologerna inte hittat någon stadsmur i anslutning till Ji, men i de övriga fyra huvudstäderna har stadsmurar grävts fram, så det är sannolikt att även Ji var befäst med en ännu okänd mur.
År 1974 hittades rester av en stadsmur vid Baiyuntemplet, en mur som var byggd ovanpå gravar från Östra Handynastin (år 25–220), det vill säga muren är uppförd vid ett senare datum. Staden har fortsatt att vara ett viktigt militärt centrum i nordöstra Kina, men fram till tiden för Tangdynastins fall år 907 finns inga ytterligare arkeologiska fynd eller någon dokumentation som avslöjar hur stadens stadsmur har utvecklats.

### Pekings stadsmur från Liaodynastin

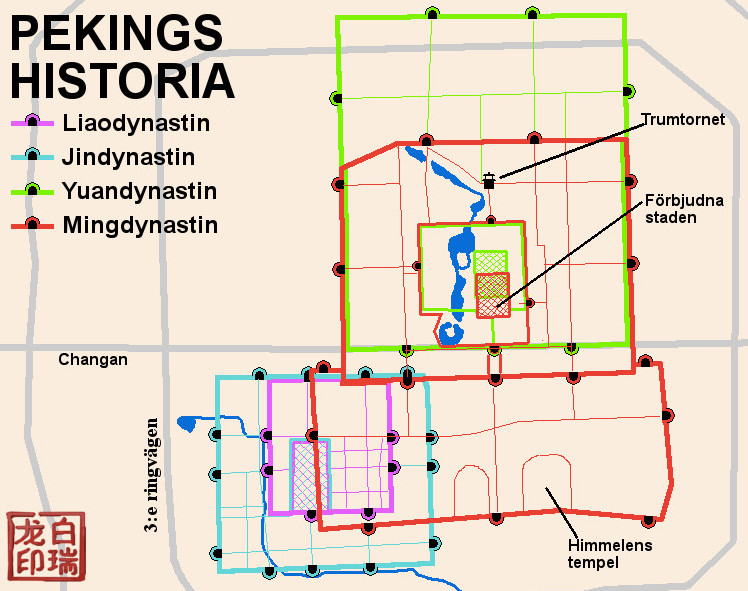
Layout över Pekings stadsmur från fyra dynastier.

År 938 gjorde Liaodynastin (år 907–1125) Peking till sin södra huvudstad och den fick namnet Nanjing (inte att förväxla med dagens Nanjing), men kallades även för Yanjing. Staden genomgick inga större ombyggnationer, men stadsmuren från tidigare dynastier gjordes större och starkare. Den norra muren var dragen söder om Fuxingmen i höjd med Toufahutungen (头发胡同) och Baiyuntemplet. Den västra muren fanns strax öster om Lianhuafloden (莲花河) utanför Guang'anmen. Den östra muren gick strax väster om Xuanwumen och den södra var dragen just norr om Baizhifanggatan (白纸坊街). Murens längd var troligen ungefär 13 km, men vissa forskare hävdar att den kan ha varit 18 km.
Stadsmuren var ungefär 9–10 m hög och 4,5 m tjock. I sydvästra hörnet av staden låg palatset, och palatsområdets södra och västra mur var integrerade i stadsmuren och delade två av dess portar. Muren hade åtta stadsportar: På östra muren fanns Andongmen (安东门) och Yingchunmen (迎春门), mot söder Kaiyangmen (开阳门) och Danfengmen (丹风门), mot väster Xianximen (显西门) och Qingjinmen (清晋门) och mot norr hette portarna Tongtianmen (通天门) och Gongchenmen (拱辰门).

### Pekings stadsmur från Jindynastin

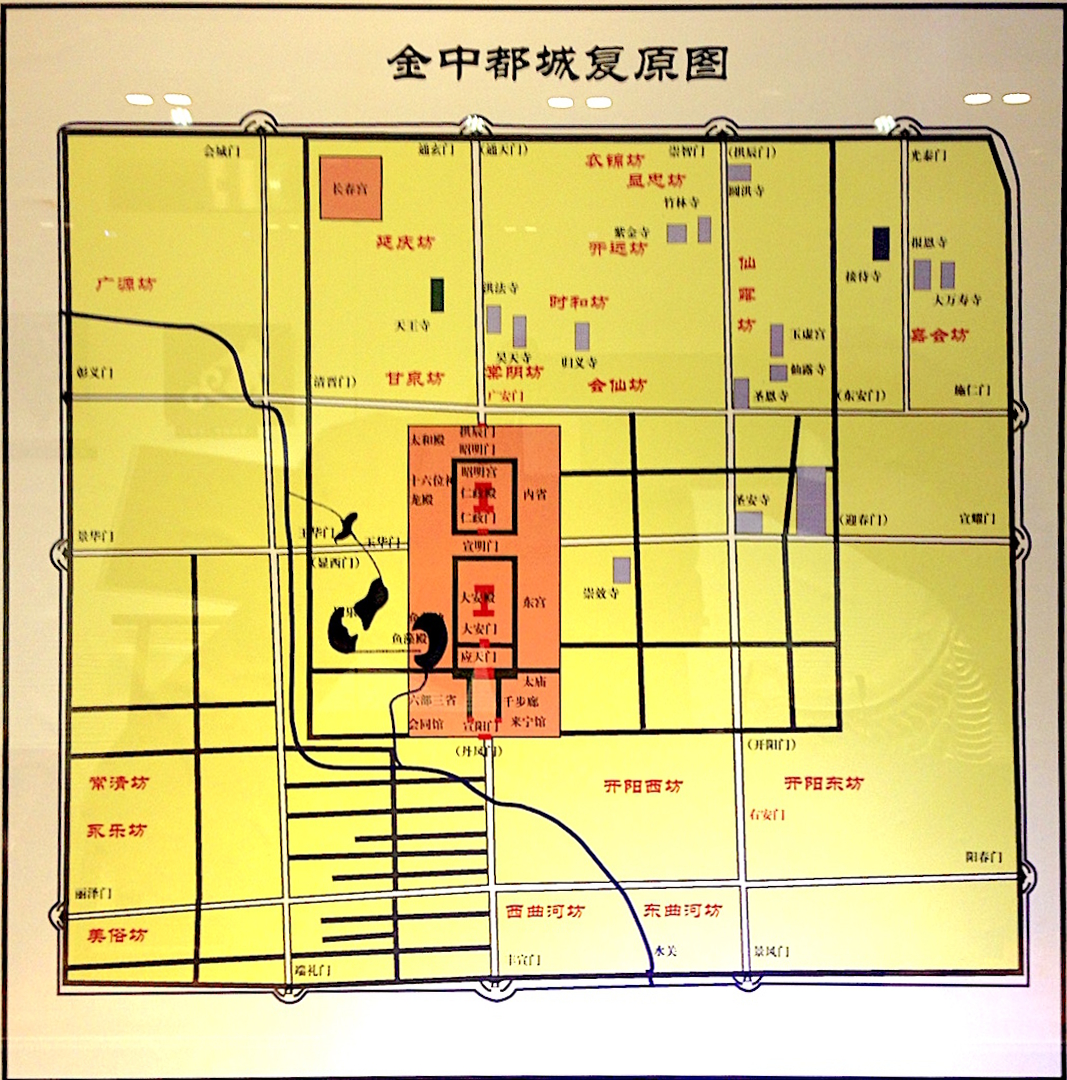
Zhongdus stadslayout 1153 till 1215.

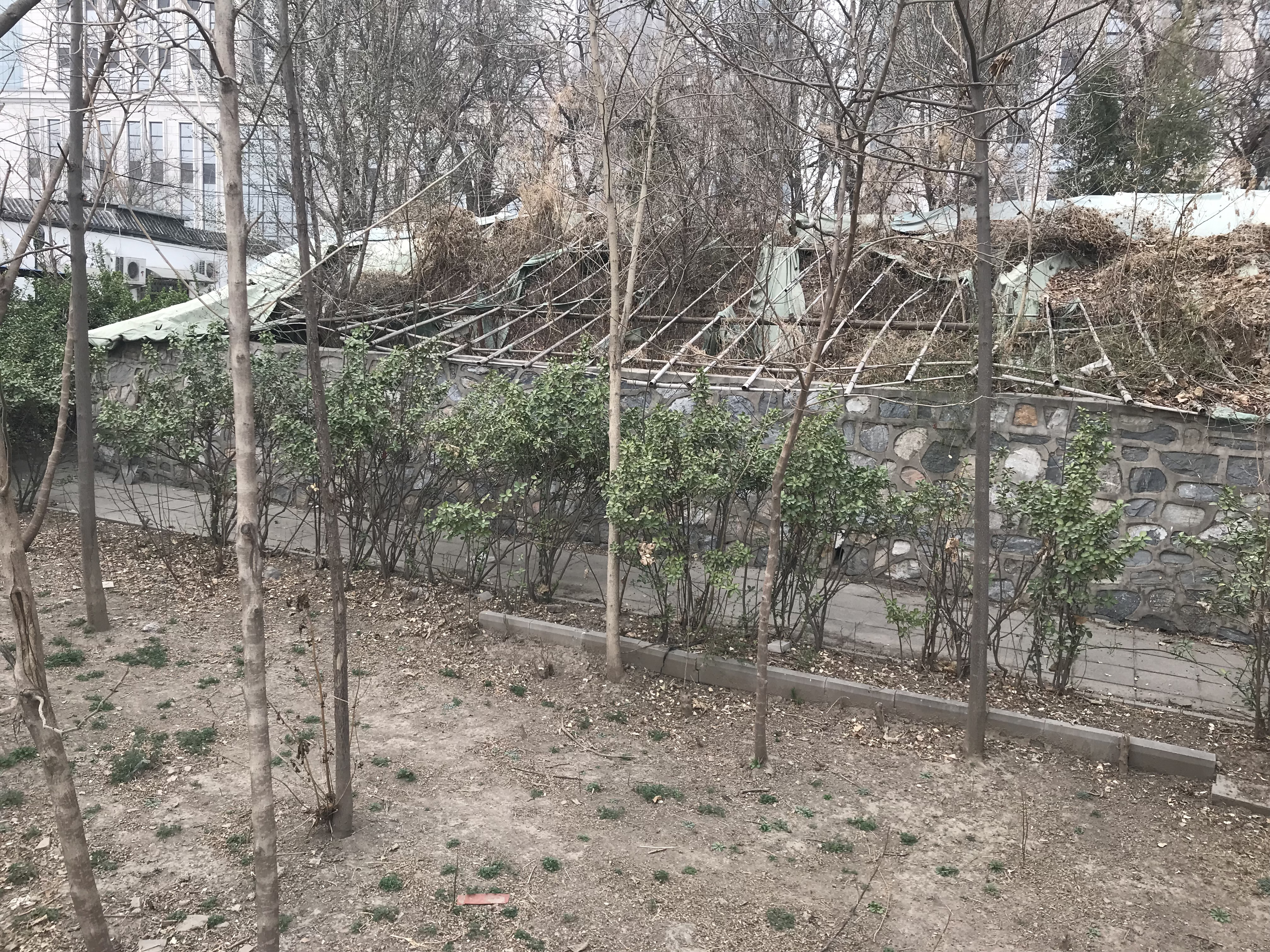
Resterna efter Pekings stadsmur från Jindynastin.

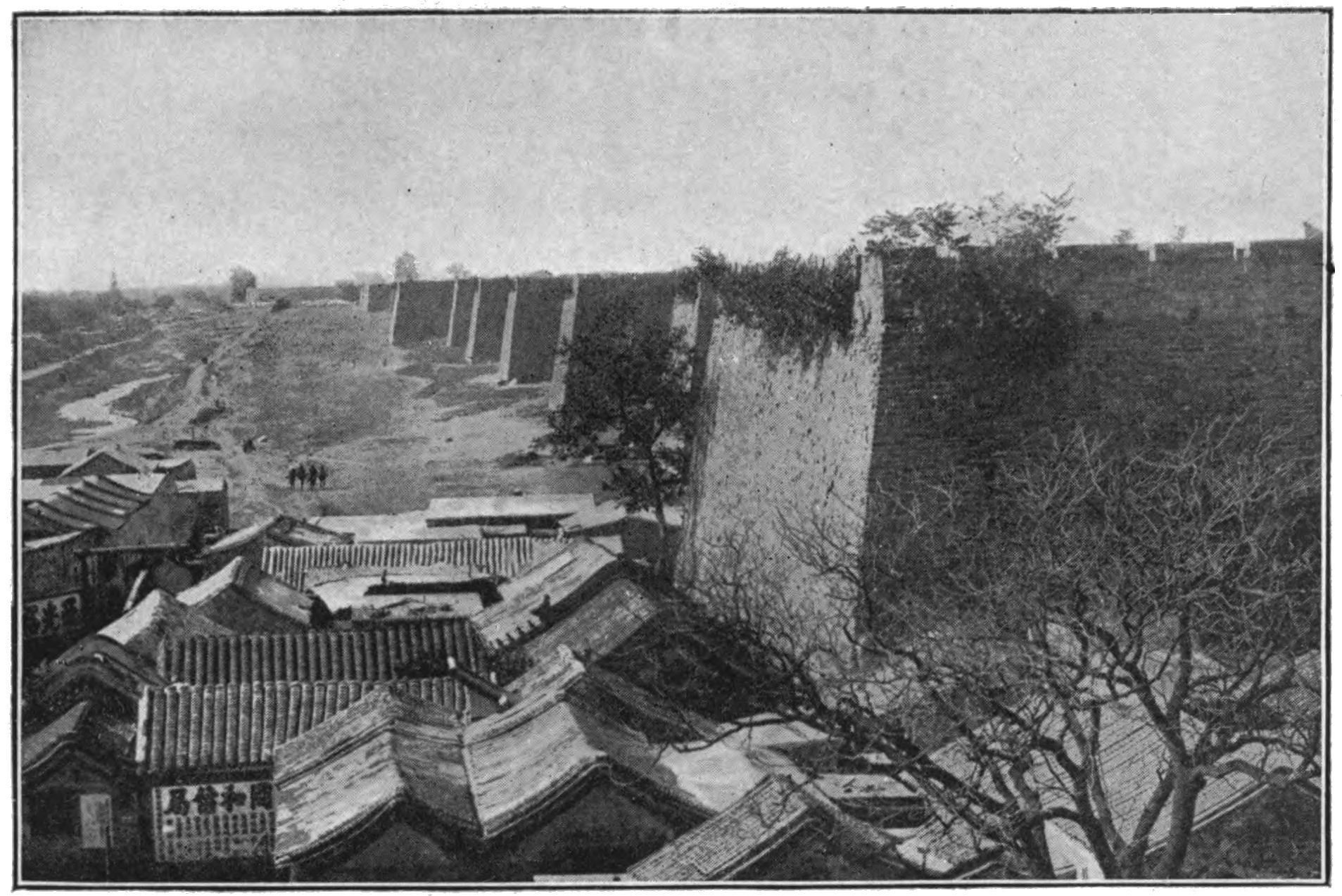
Pekings stadsmur, 1913.

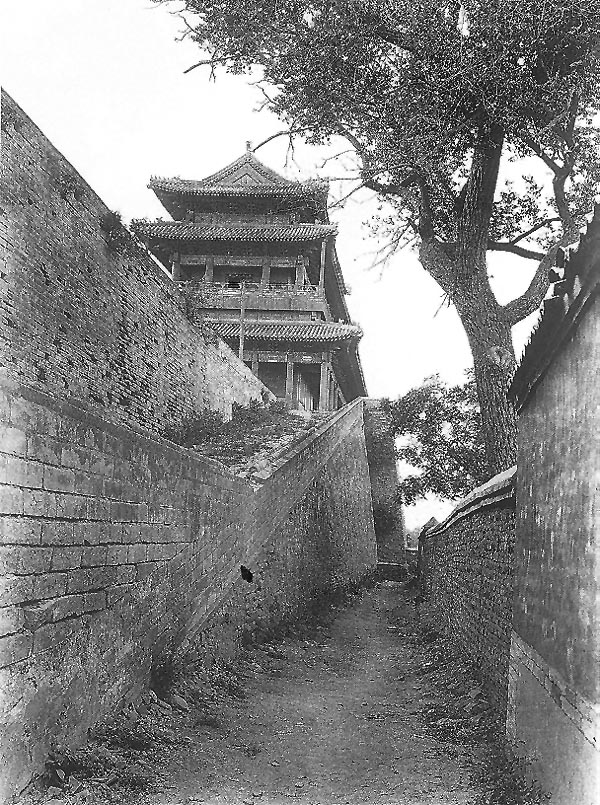
Xizhimen 1930.

Efter att Jindynastin (1115–1234) erövrat Peking 1126 påbörjades 1151 arbetet med att utöka stadens yta för att den skulle kunna fungera som huvudstad för Jindynastin. Läget för den norra stadsmuren från Liaodynastins stad behölls med förlängdes mot öster och väster. Mot söder, öster och väster expanderades staden och det byggdes helt nya murar. Utanför murarna grävdes vallgravar. Den nya staden fick namnet Zhongdu.
Den nya stadsmuren byggdes av packad jord i en närapå kvadratisk layout. Murens omkrets var 17  eller 18 km, med en höjd av 12 m och omsluten av vallgravar. Varje sida av muren hade tre portar, utom den norra som hade fyra. Norra murens portar hette (från väster räknat): Huichengmen, Tongxuanmen. Chongzhimen och Guangtaimen. Östra murens portar hette (från norr räknat): Shirenmen, Xuanyaomen och Yangchunmen. Södra murens portar hette (från öster räknat): Jingfengmen, Fengyimen och Duanlimen. Västra murens portar hette (från söder räknat): Lizemen, Haohuamen och Zhangyimen.
Den västra stadsmuren gick ungefär vid Xizhannanlu (西站南路) just öster om Lianhuachisjön. Den norra stadsmuren gick likt Liaodynastins stad norr om Baiyuntemplet (白云观) mellan västra Changanavenyn (西长安街) och västra Xuanwuavenyn (宣武门西大街). Södra stadsmuren följde ungefär norra stranden av Liangshuifloden. Östra muren gick där Taorantingparken finns idag, och slutar i söder ganska nära där Södra järnvägsstationen finns i dag.

### Pekings stadsmur under Yuandynastin
Efter att mongolväldet erövrat Kina och tidigare förstört Jindynastins huvudstad vid Slaget om Zhongdu 1215 uppförde även Yuandynastin sin huvudstad i dagens Peking. I augusti 1267 påbörjades byggnationen av staden som fick namnet Khanbalik, eller officiellt Dadu. Första året uppfördes stadsmuren som byggdes av packad jord och var 10 m hög med en omkrets på 28 km med sidorna 6,6 km i öst-västlig riktning och 7,4 km från norr till söder. Stadsmuren hade 11 portar. I norra delen fanns två portar, och de övriga sidorna hade tre portar vardera.
Norra murens portar hette (från väster räknat): Jiandemen och Anzhenmen. Östra murens portar hette (från norr räknat): Guangximen, Chongrenmen och Qihuamen. Södra murens portar hette (från öster räknat): Wenmingmen, Lizhengmen och Shunchengmen. Västra murens portar hette (från söder räknat): Pingzemen, Heyimen och Suqingmen.
Marco Polo beskrev Yuandynastins stadsmur i sin bok Marco Polos resor. Marco Polo skriver att murens omkrets var 24 mile, och att det fanns tre portar på varje sida. Över varje port, och på muren mellan varje port, stod en vacker överbyggnad. Muren var vit. Han beskriver även att muren var sex steg tjock i basen och avsmalnande uppåt till tre stegs tjocklek i toppen.
Khanbaliks södra stadsmur följde dagens Changanavenyn (长安街) som skär staden i öst-västlig riktning precis norr om Himmelska fridens torg. Dess östra och västra stadsmurar följde östra och västra sidan av Andra ringvägen. Norra delen av stadsmuren följde gatan Tuchenggatan (土城路) söder om Olympiaparken.

#### Kartor

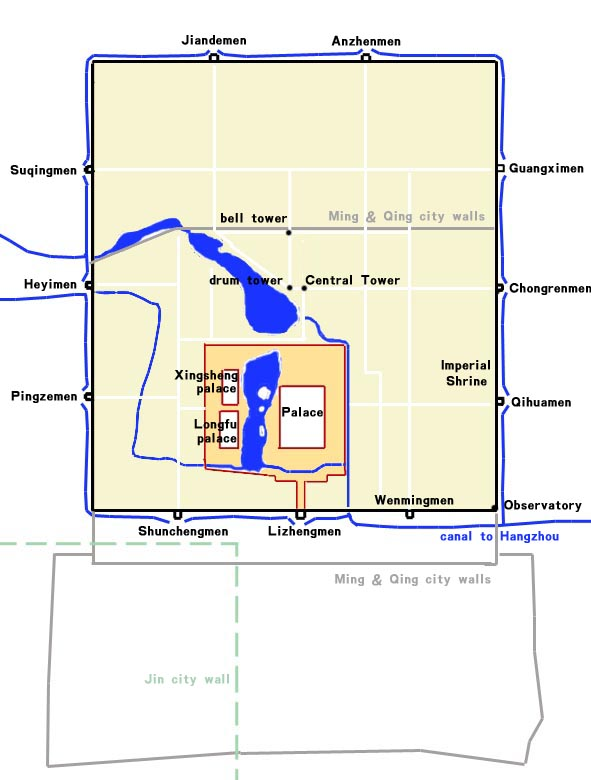
Khanbalik, med namnen på stadsportarna.
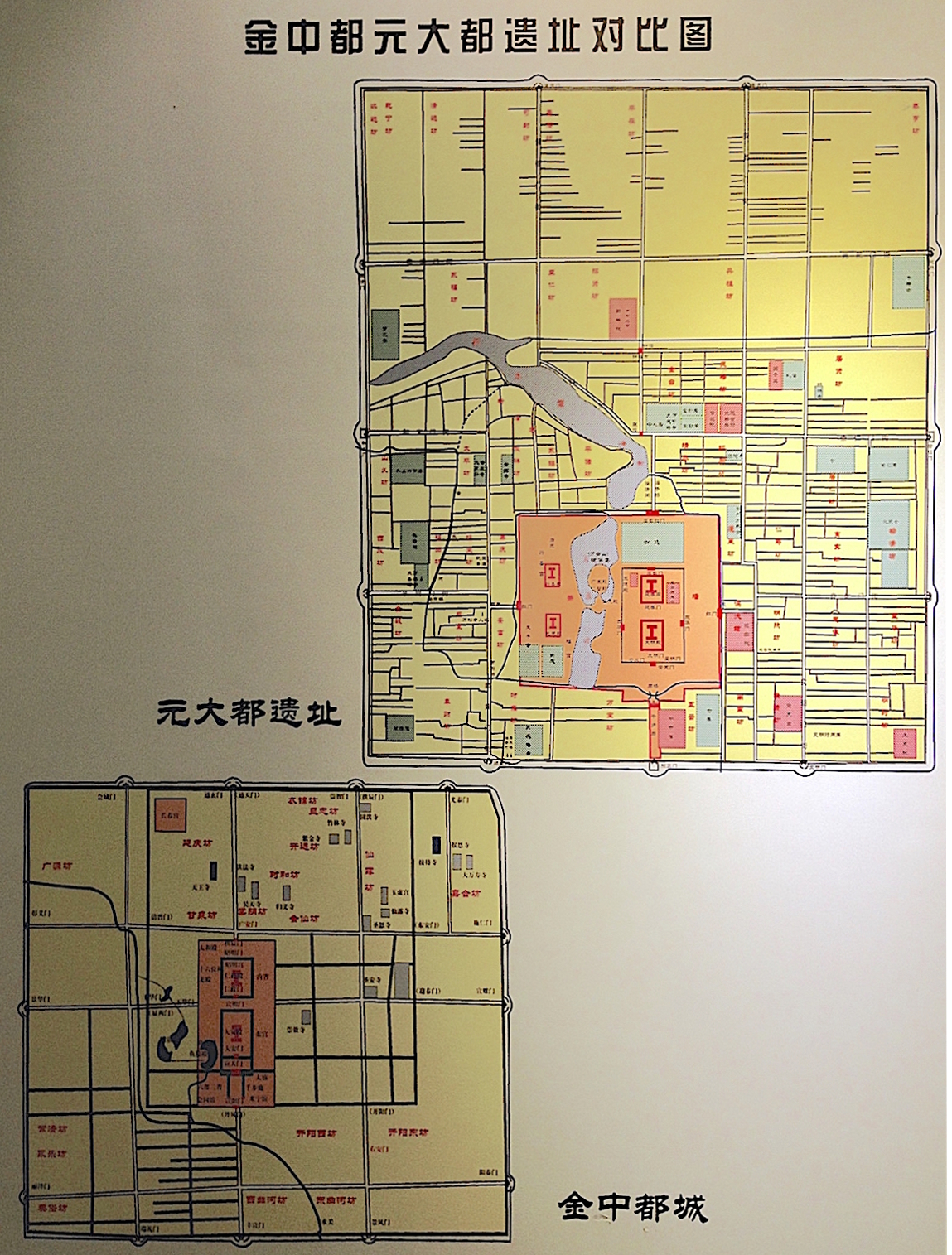
Zhongdus läge (nere till vänster) i förhållande till efterföljande Khanbalik (uppe till höger).

### Pekings stadsmur från Mingdynastin

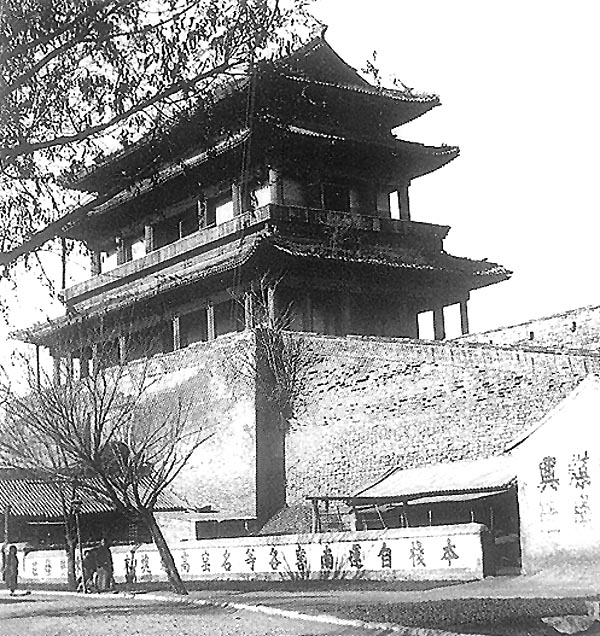
Porten Fuchengmen 1930.

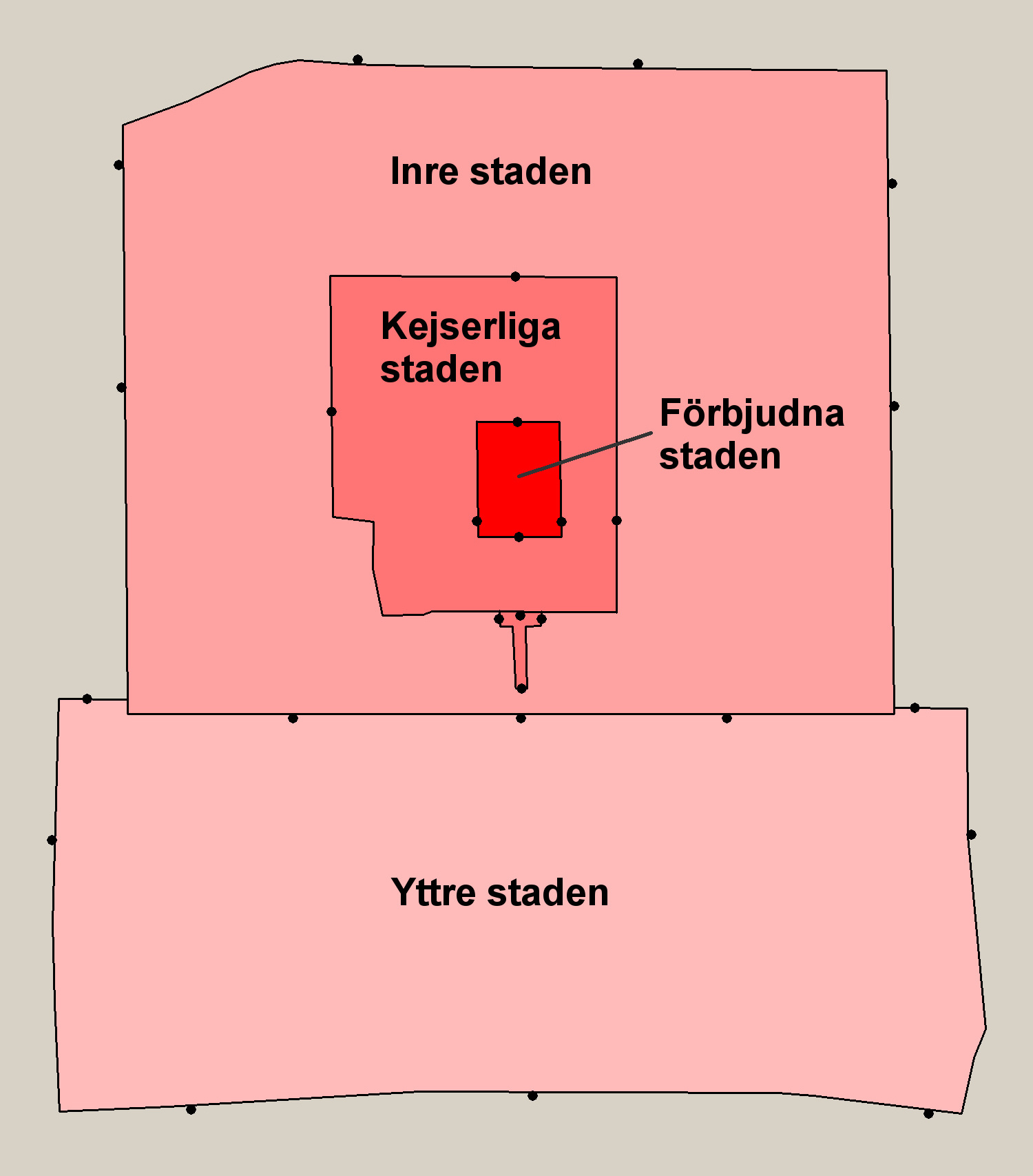
De fyra muromslutna stadsdelarna i Peking under Mingdynastin

När Mingdynastin etablerade sin nya huvudstad uppfördes totalt fyra stadsmurar. Tre av dem var placerade så att den ena omslöt den andra som i sin tur omslöt den tredje inre muren. Ytterst byggdes muren runt den inre staden. Denna mur omslöt också muren runt den kejserliga staden. I den kejserliga staden byggdes Förbjudna staden, som även den befästes med en mur. Därutöver byggdes även en yttre mur som omslöt den yttre staden söder om den inre staden.

#### Muren runt den inre staden
Efter att Mingdynastin tagit makten över Kina 1368 lät kejsar Hongwu 1371 flytta Khanbaliks norra stadsmur ca 3 km söderut för att koncentrera försvarsresurserna i den nu mindre befolkade staden. Den nya norra stadsmuren uppfördes vid norra Andra ringvägen. Den äldre muren från Yuandynastin som hade byggts av packad jord kläddes med tegel.
Mingdynastins kejsar Yongle (r. 1402–1424) började efter att han tillträtt som kejsare att bygga om Khanbalik till sin nya huvudstad Peking. Södra stadsmuren från Khanbalik monterades ner 1419 och en ny södra stadsmur uppfördes en knapp kilometer längre söderut i höjd med Qianmen (前门) söder om Himmelska fridens torg. Östra och västra stadsmurarna från Khanbalik användes som grund för den nya stadsmuren. Stadsmuren fick nio portar. Södra muren hade tre portar och de övriga hade två. Norra murens portar hette (från väster räknat): Deshengmen och Andingmen. Östra murens portar hette (från norr räknat): Dongzhimen och Chaoyangmen. Södra murens portar hette (från öster räknat): Chongwenmen, Qianmen (äldre namn Zhengyangmen) och Xuanwumen. Västra murens portar hette (från söder räknat): Fuchengmen och Xizhimen.
Under kejsar Zhengtongs (r. 1435–1464) första fyra år som regent förstärktes stadsmurens portar med vakttorn och slussportar.
År 1969 revs nästa hela stadsmuren och en stor del av portarna för att bygga Pekings tunnelbana (Linje 2). Ovanpå tunnelbanan byggdes Andra ringvägen som var färdigställd 1992.

#### Muren runt den yttre staden
Söder om Peking började från ungefär 1530 en "yttre stad" växa fram. År 1553 under kejsar Jiajing var en stadsmur runt den yttre staden färdigställd. En mur som mot norr anslöt mot den inre stadens stadsmurs båda södra hörn. Dragningen av muren runt yttre staden överensstämmer med södra delen av Andra ringvägen. Den yttre stadens stadsmur hade ytterligare sju portar. Vid anslutningen mot inre stadens sydöstra hörn fanns Dongbianmen och vid sydvästra hörnet fanns Xibianmen. På östra muren fanns Guangqumen och på västra porten fanns Guang'anmen. Portarna längs den södra muren hette (från öster räknat): Zuo'anmen, Yongdingmen och You'anmen.

#### Muren runt den kejserliga staden
Innanför den huvudsakliga stadsmuren som omslöt den inre staden, men runt den kejserliga staden, uppförde kejsar Yongle i samband med att staden färdigställdes 1420 en stadsmur med totalt sju portar. Huvuddelen av muren omsluter Förbjudna staden med portar mot de fyra väderstrecken: Di'anmen (地安门) mot norr, Dong'anmen (东安门) mot öster, Xi'anmen (西安门) mot väster och Tian'anmen (天安门) mot söder. En utökad sektion av muren omslöt ett T-format torg, som i dag utgör norra delen av Himmelska fridens torg, med Kinaporten (中华门) rakt söder om Tian'anmen där i dag Mao Zedongs minneshall står. Väster om Tian'anmen uppfördes porten Högra Chang'anporten (长安右门) och på östra sidan byggdes Vänstra Chang'anporten (长安左门).

#### Muren runt Förbjudna staden
I centrum av den kejserliga staden invigdes 1421 Förbjudna staden, som också är muromsluten med fyra portar. Meridianporten är palatsets huvudentré och dess södra port. Den norra porten heter Gudomliga tapperhetens port (Shnwumen), och därutöver finns Västra (Xihuamen) och Östra strålande porten (Donghuamen). Muren runt förbjudna staden är 10 m hög och omges av en drygt 50 m bred vallgrav.

#### Kartor

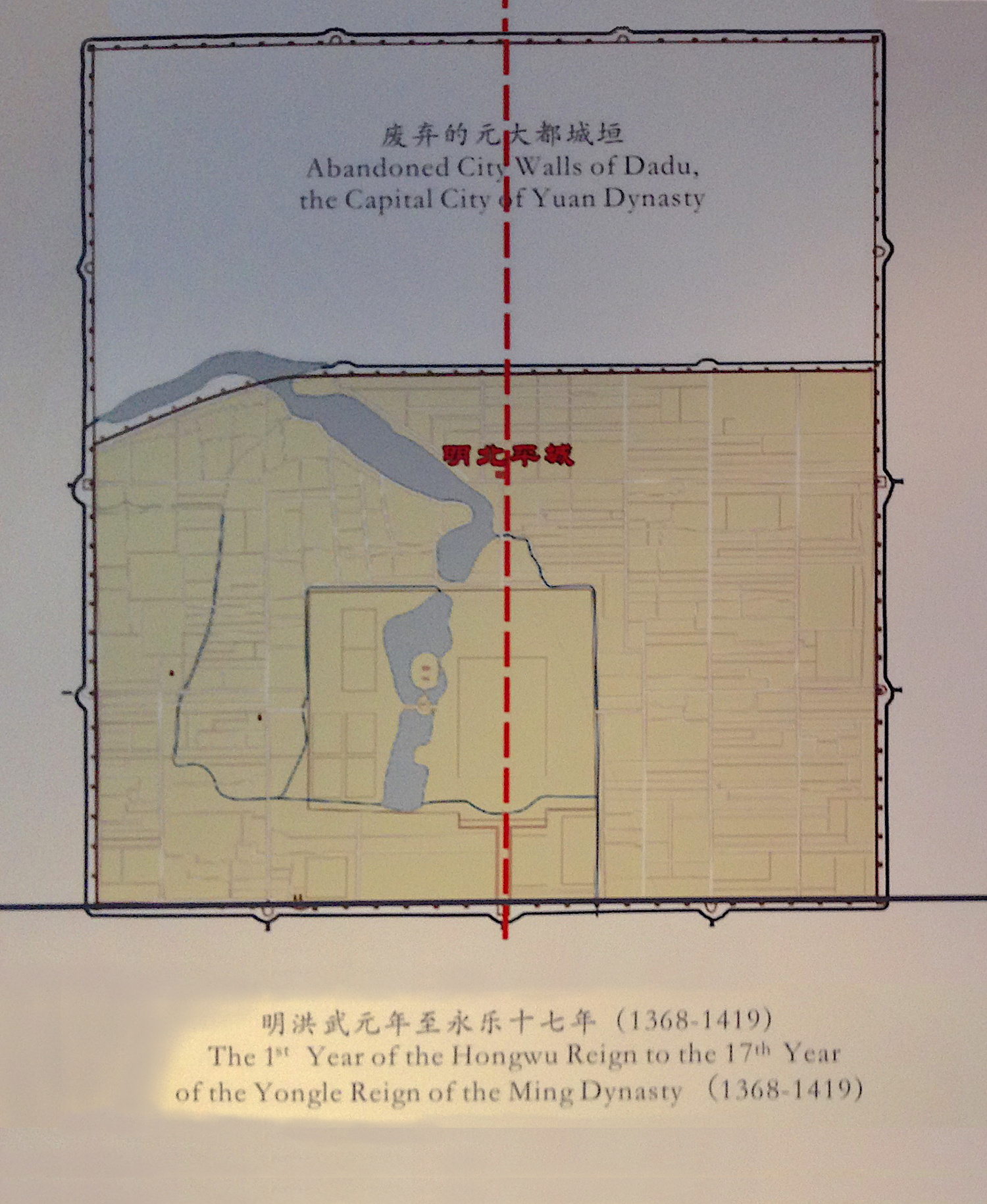
Khanbalik efter att norra stadsmuren flyttats 1371.
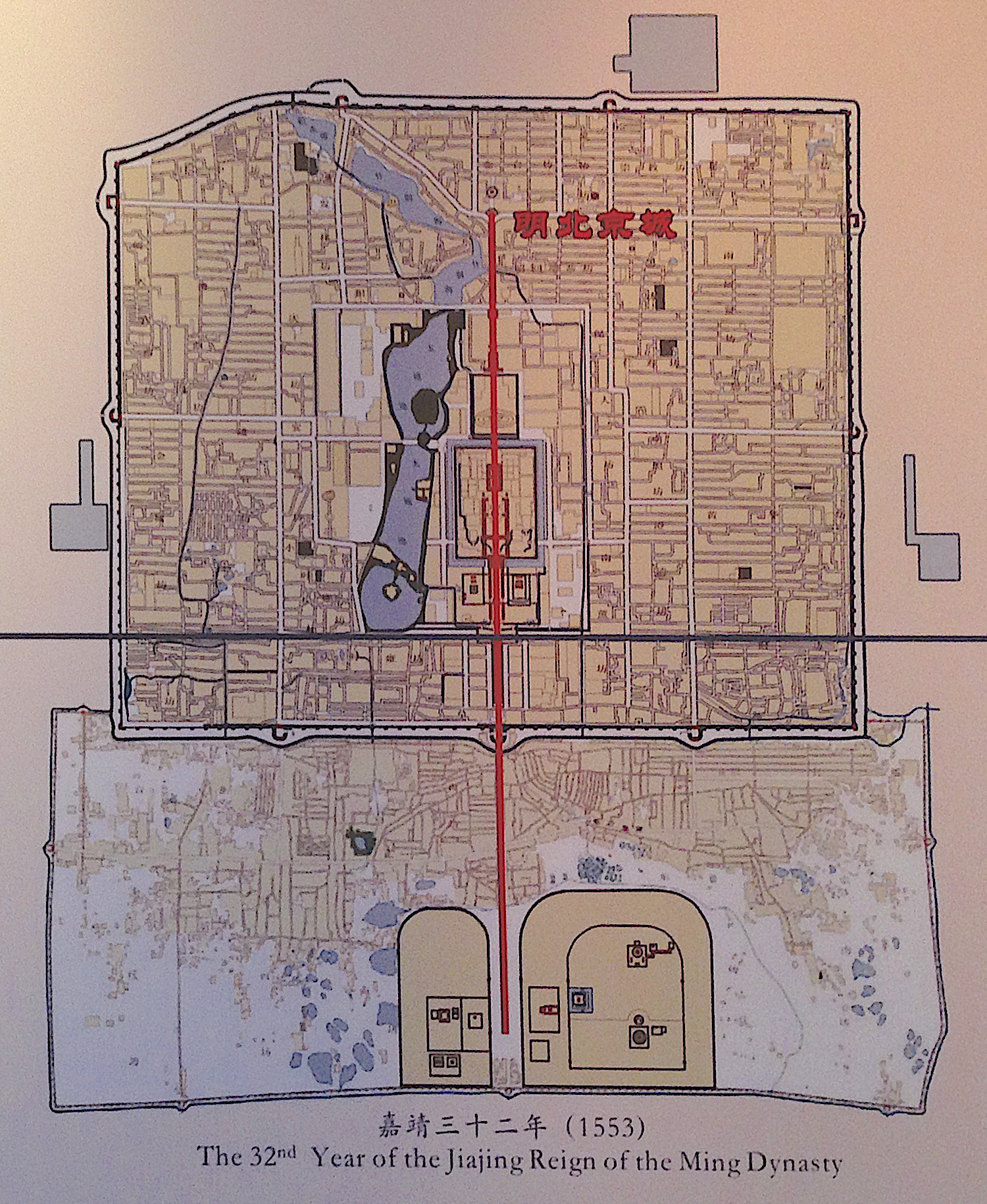
Mingdynastins stadsmur efter dess färdigställande 1553.
Mingdynastins stadsmur med namn på portarna.

## Pekings stadsmur i dag

### Rester från Jindynastins stadsmur

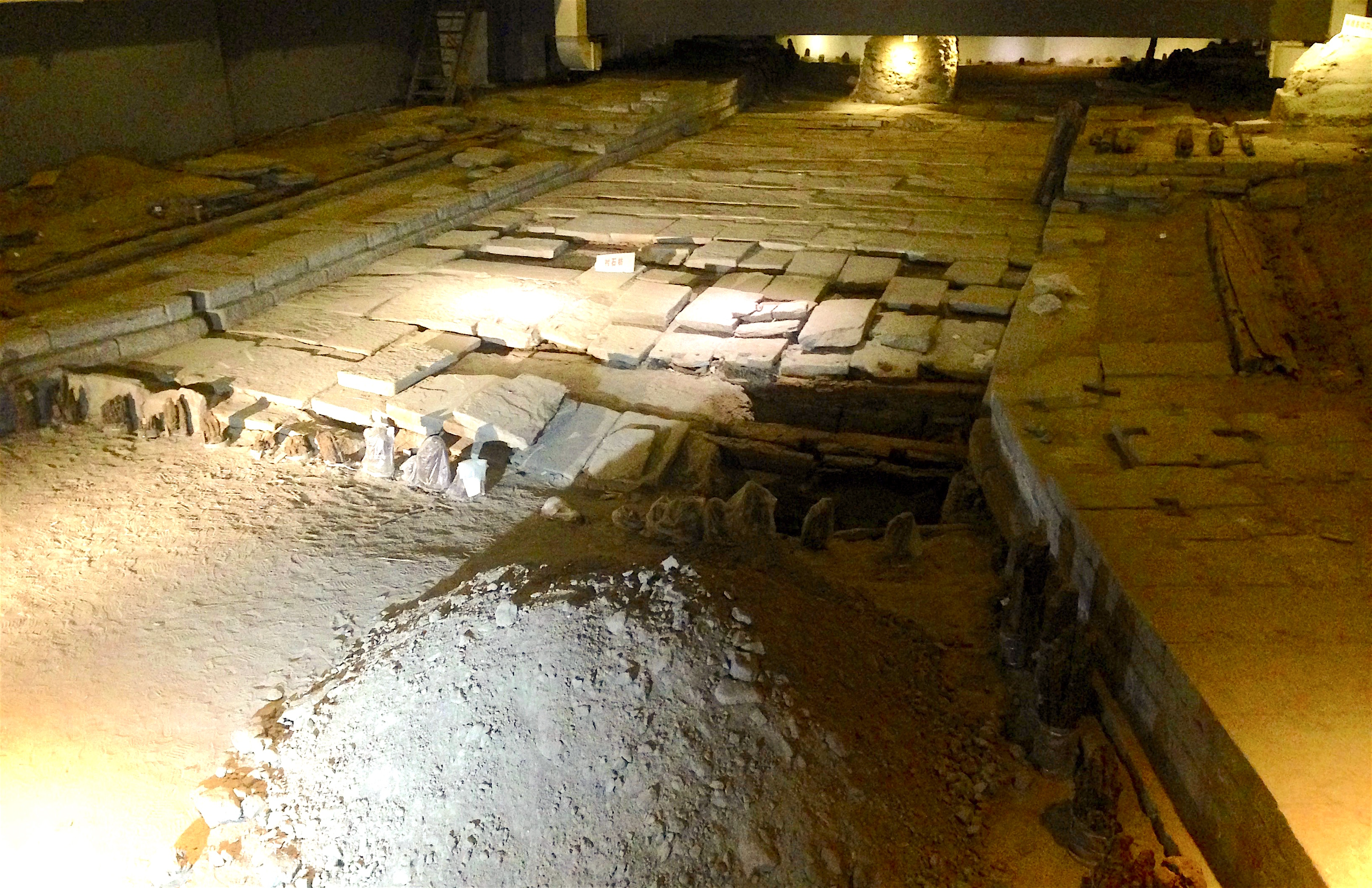
Ruinerna efter vattenport genom Zhongdus södra stadsmur utställd på Pekings Liao-Jin stadsmursmuseeum.

Cirka 20 meter av den södra stadsmuren finns synlig i en liten oansenlig park drygt 600 m söder om Lizevägen (丽泽路). Se: 39°51′39″N 116°19′27″Ö / 39.86083°N 116.32417°Ö. Den bevarade delen låg nära porten Duanlimen som var den västra av södra stadsmurens portar. Ruinerna efter en vattenport där en flod korsade den södra stadsmuren hittades 1990 och är utställd i Pekings Liao-Jin stadsmursmuseeum (北京辽金城垣博物馆) Vallgraven utanför den södra stadsmuren finns kvar i form av Liangshuifloden.

### Rester från Khanbaliks stadsmur

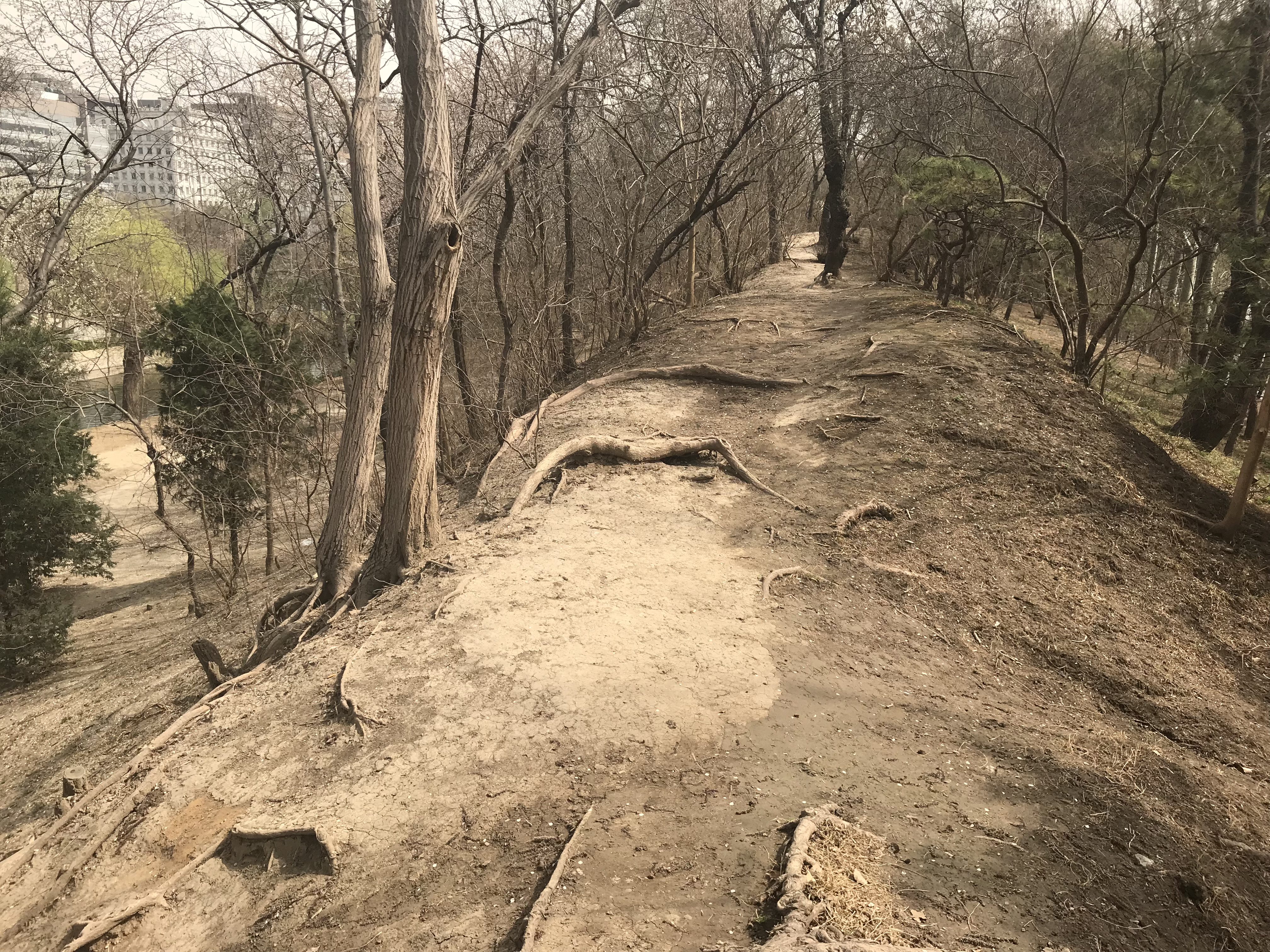
Resterna efter Pekings stadsmur från Yuandynastin i Yuandynastins stadsmurspark.

Ruinerna efter norra delen av Khanbaliks stadsmur är fortfarande fullt synliga och kan besökas vid Yuandynastins stadsmurspark vid gatan Tuchenglu (土城路) söder om Olympiaparken. ("Tucheng" betyder just "jordmur") Även stora delar av stadsmurens vallgrav finns kvar.

### Rester från Mingdynastins stadsmur

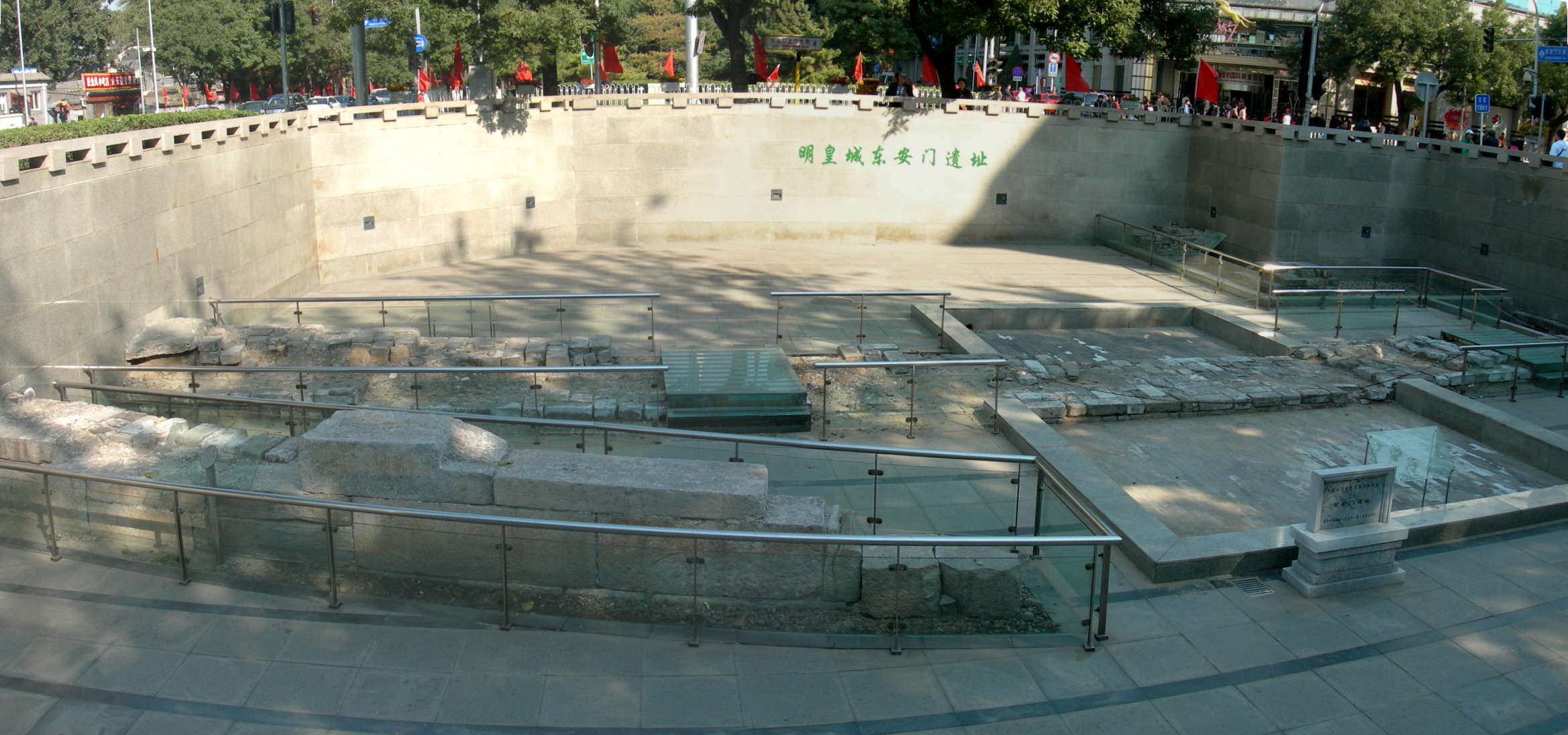
De utgrävda resterna från den östra delen av muren runt den kejserliga staden vid Dong'anmen, utställd vid Ming Imperial Palace Relics (明皇城东安门遗址).

1 540 meter av Mingdynastins stadsmur just söder om Pekings järnvägsstation är renoverad, och visas vid Mingdynastins stadsmurspark (北京明城墙遗址公园) som öppnade 2002. Den renoverade sektionen var tidigare del i södra stadsmuren till den inre staden. Alldeles öster om Pekings järnvägsstation finns ytterligare 200 m stadsmur bevarad. Se 39°54′10″N 116°25′44″Ö / 39.90278°N 116.42889°Ö. Nära den tidigare porten Xibianmen (sydvästra hörnet av inre stadsmuren) finns ca 150 m renoverad stadsmur. Se 39°53′56″N 116°21′04″Ö / 39.89889°N 116.35111°Ö.
Fyra av portarna till stadsmuren finns kvar än i dag. Porten Yongdingmen (mitten av södra delen av yttre stadsmuren) förstördes 1957, men är sedan 2004 återuppbyggd. Piltornet till porten Deshengmen vid norra stadsmuren är i gott skick, och porten Qianmen (söder om Himmelska fridens torg) är renoverad och i bra skick. Tian'anmen just söder om Förbjudna staden är ytterst välbevarad. En sektion av den östra delen av den forna muren runt den kejserliga staden vid Dong'anmen är utgrävd och ställs ut vid Ming Imperial Palace Relics (明皇城东安门遗址) i korsningen där Dong’anmenavenyn (东安门大街) möter Donghuamenavenyn (东华门大街). Se 39°54′50″N 116°24′2″Ö / 39.91389°N 116.40056°Ö. Hela muren runt Förbjudna staden med dess fyra portar och utkikstorn är välbevarad.

#### Galleri

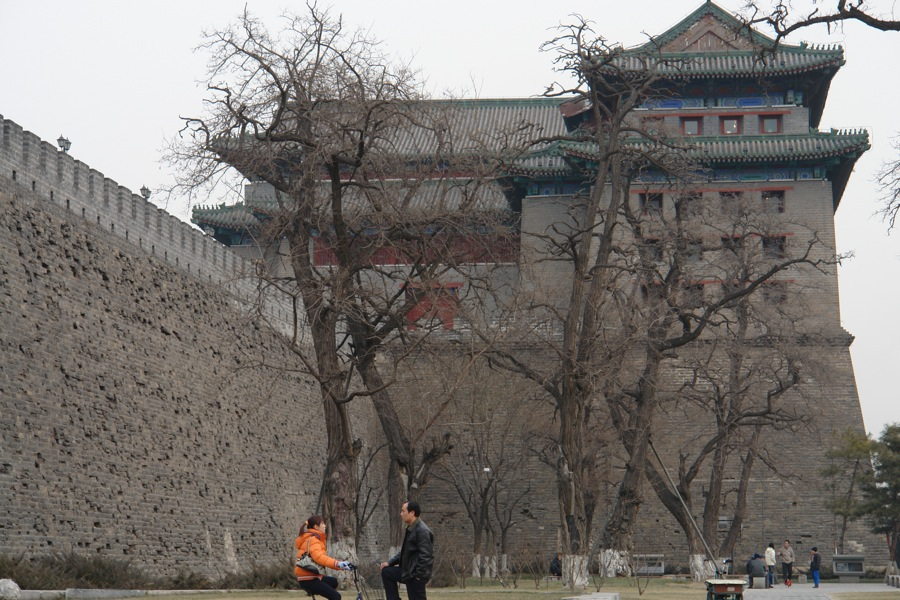
Stadsmuren med vakttorn vid Mingdynastins stadsmurspark.
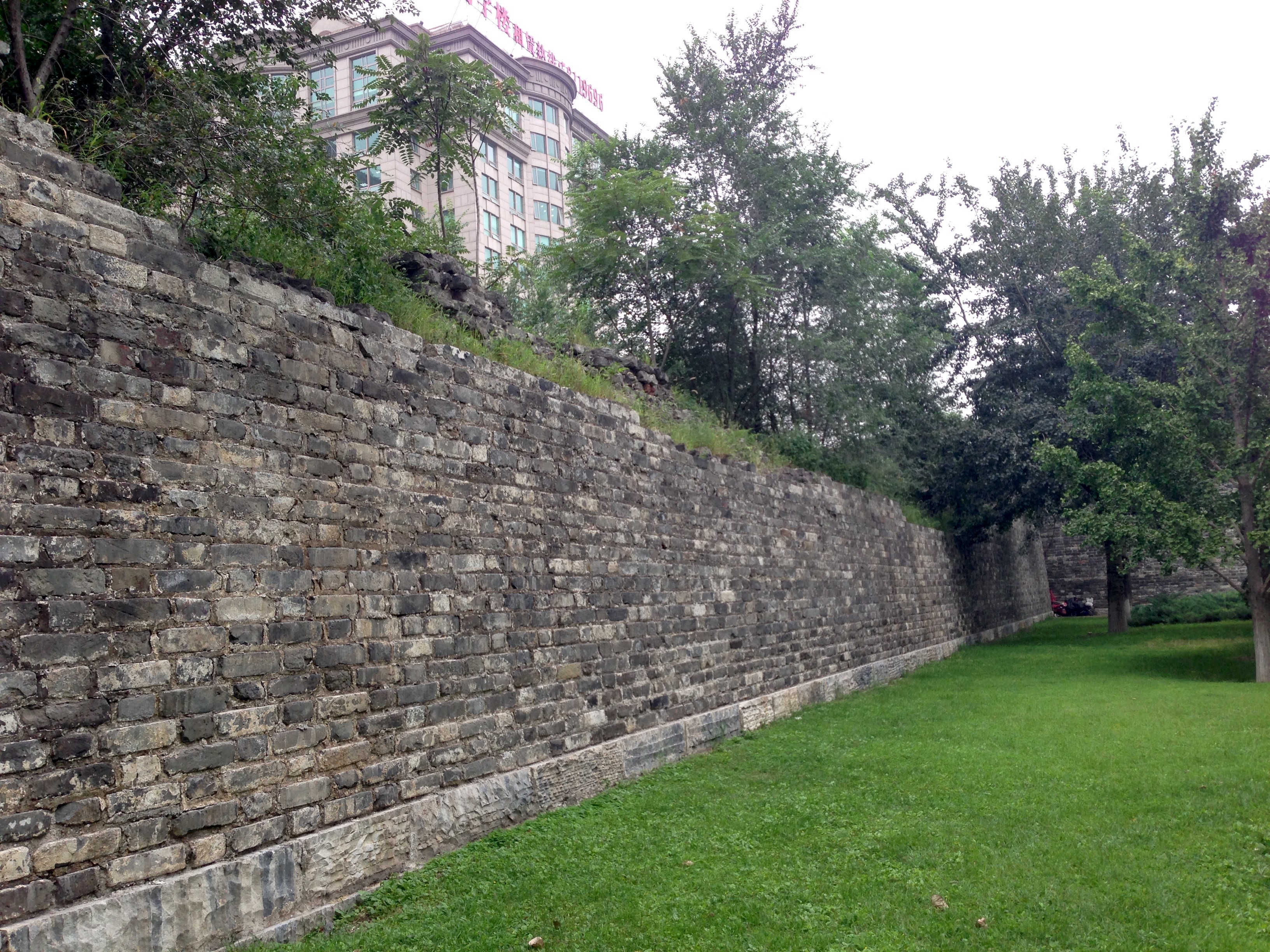
Ruinen efter stadsmuren öster om Pekings järnvägsstation.
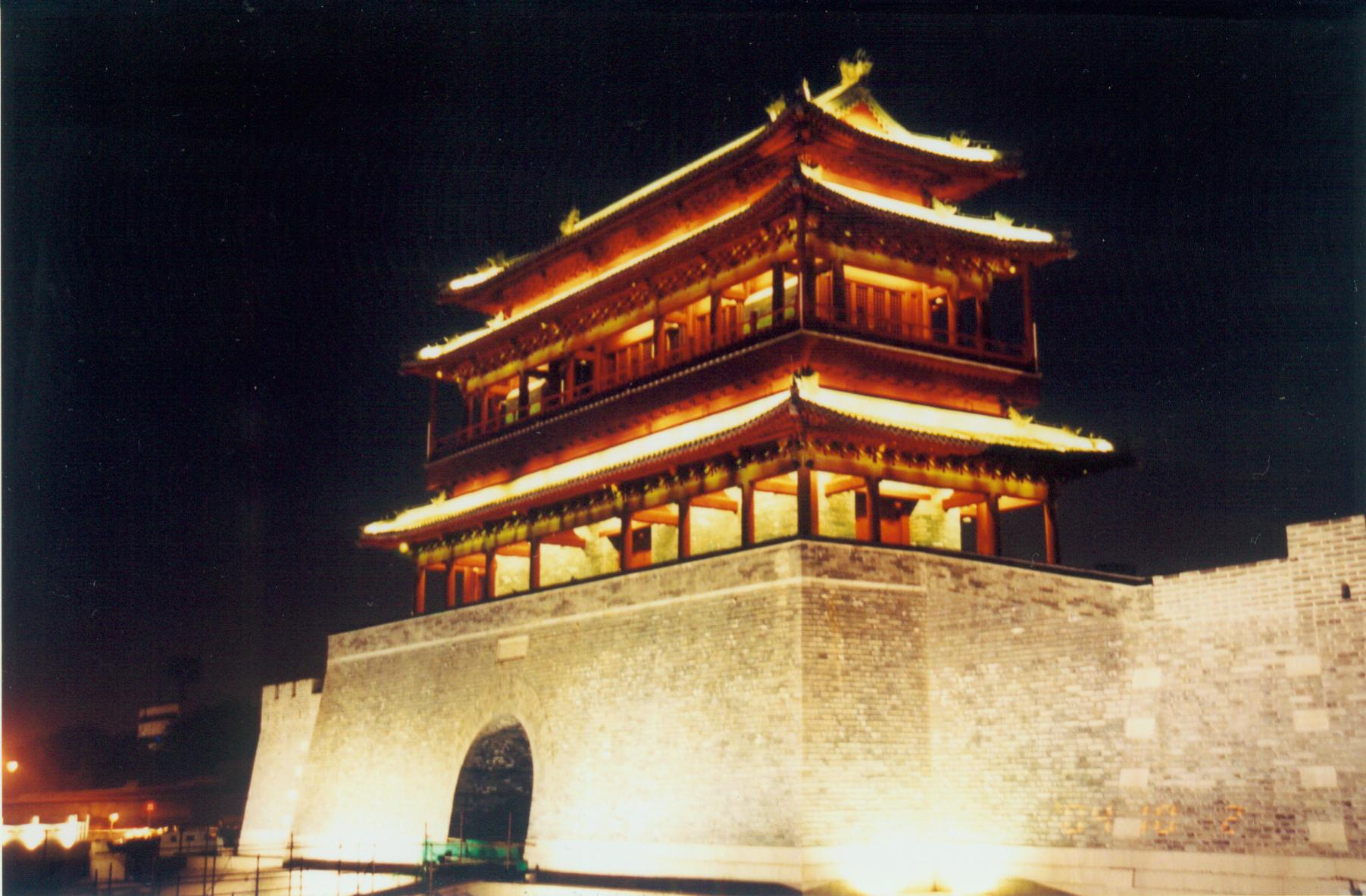
Återuppbyggda Yongdingmen.
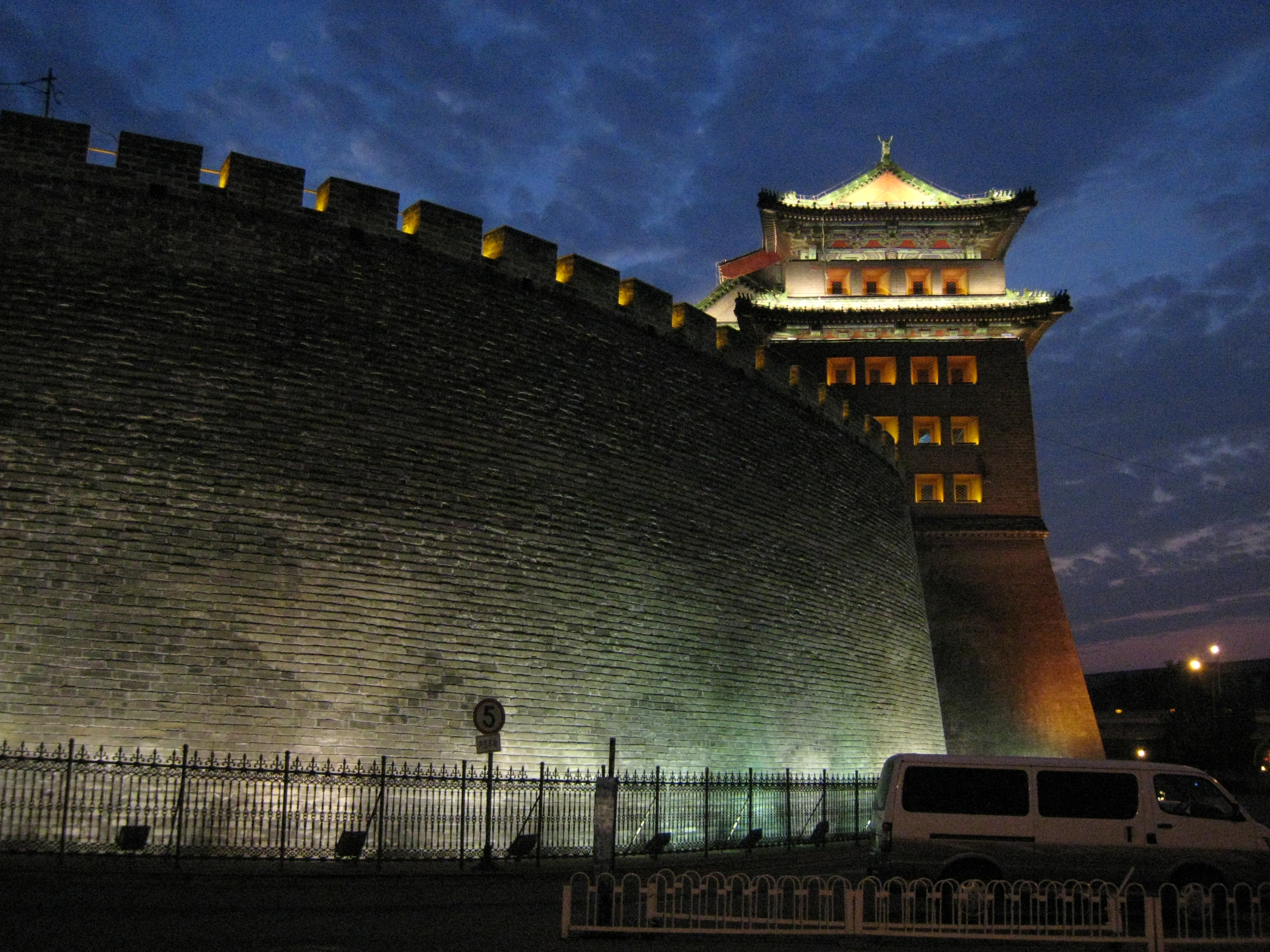
Deshengmen vid norra stadsporten.
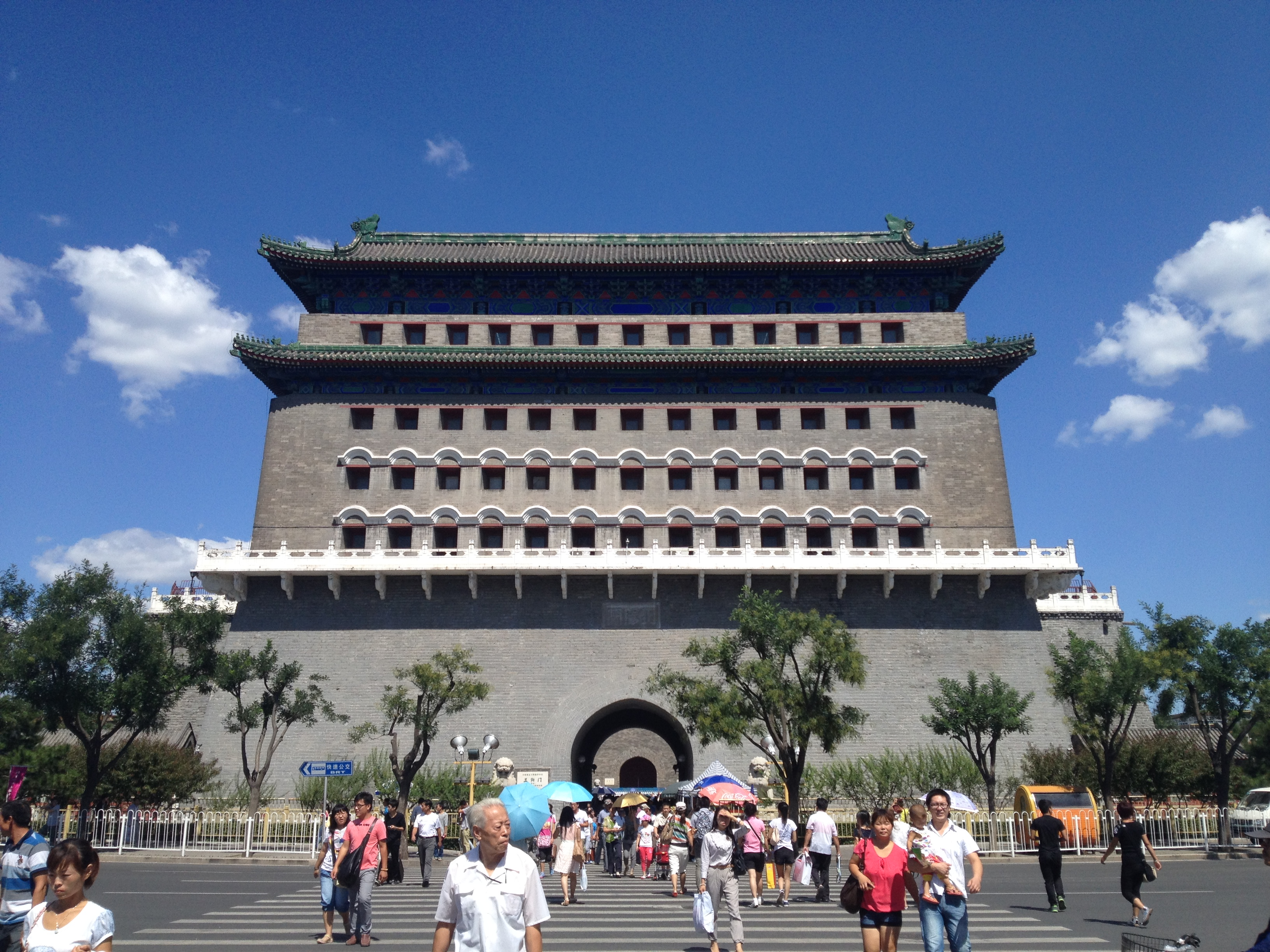
Qianmen söder om Himmelska fridens torg.
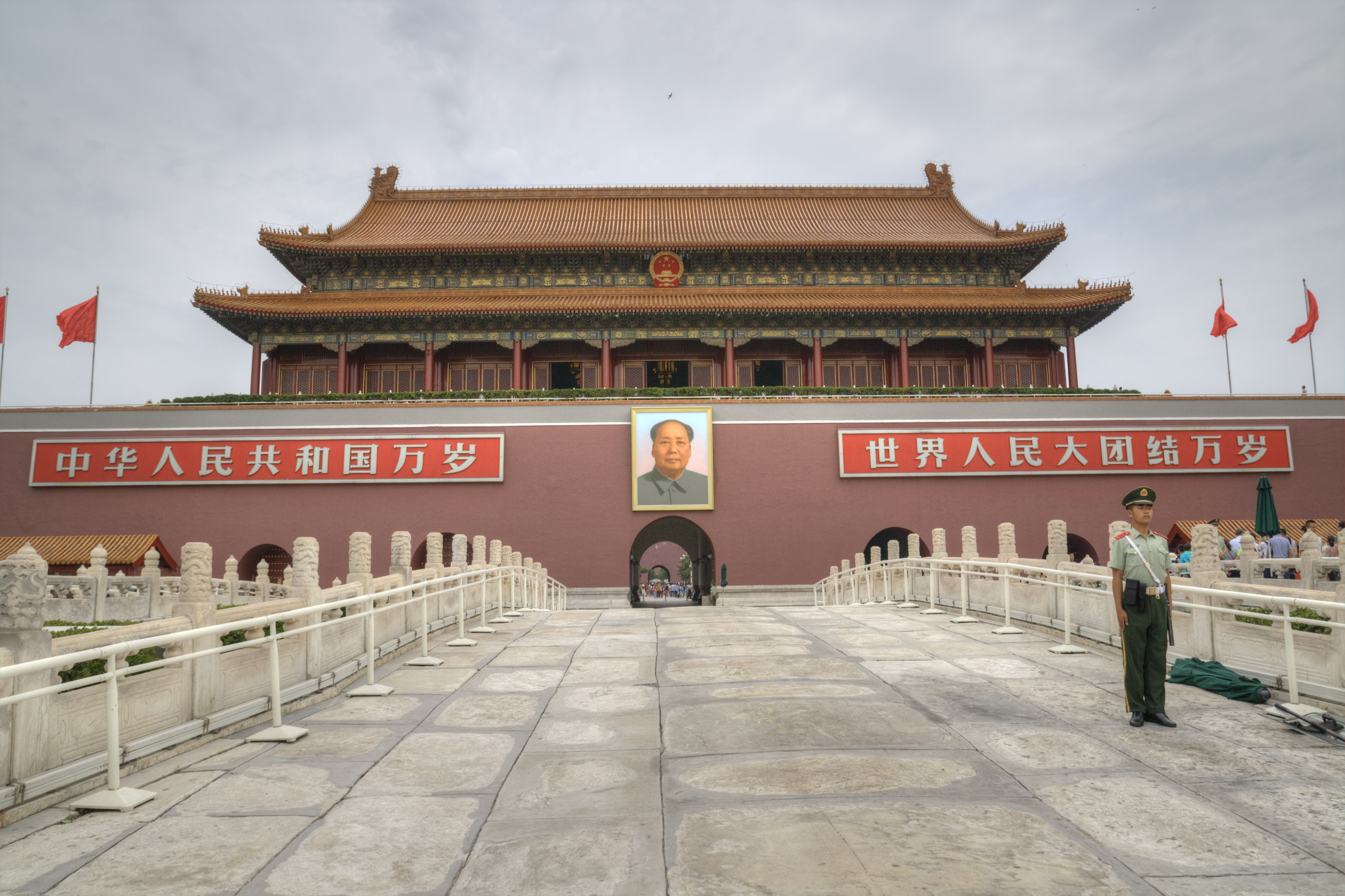
Tian'anmen, som var den södra porten till den kejserliga staden.